# Johan Museeuw
Johan Museeuw (nacido el 13 de octubre de 1965 en Varsenare) es un exciclista belga, profesional entre los años 1988 y 2004, durante los cuales consiguió 104 victorias.
Sprinter en sus comienzos, Museeuw ganó dos etapas del Tour de Francia 1990, incluyendo la llegada final a los Campos Elíseos. Sin embargo, se fue transformando y se convirtió en un excelente corredor de clásicas. Es el corredor que más podios atesora en la París-Roubaix y el Tour de Flandes, incluyendo tres victorias en cada una de ellas. Ganó la Copa del Mundo de ciclismo en dos ocasiones, en 1995 y 1996. También en 1996 ganó el Campeonato del Mundo, celebrado en Lugano, convirtiéndose en el único ciclista de la historia que ha conseguido ganar el Campeonato del Mundo y la Copa del Mundo el mismo año. En 1996 participa en los Juegos Olímpicos de Atlanta.
Una semana después de ganar el Tour de Flandes en 1998, Museeuw sufrió una grave caída en la París-Roubaix, en la que se fracturó la rodilla. Tras un largo período de recuperación, consiguió volver a la competición. Sin embargo, poco tiempo después, volvió a lesionarse, esta vez en un accidente de coche. Su obstinada determinación, así como su forma de correr le hicieron ganar legiones de fanes en todo el mundo, especialmente en Flandes, donde se le conoce como El león de Flandes. Tras vencer en la París-Roubaix del año 2000, y apoyándose en su pie izquierdo, se señaló la rodilla en señal de recuerdo por su grave lesión.
Se retiró del ciclismo profesional en la primavera de 2004 y se mantuvo vinculado al equipo Quick Step Innergetic, como relaciones públicas.

## Palmarés
| 1989 - 1 etapa de la Vuelta a Bélgica 1990 - 2 etapas del Tour de Francia - 1 etapa de los Cuatro Días de Dunkerque - Circuito de Houtland - À travers le Morbihan 1991 - Campeonato de Zúrich - 2 etapas de la Vuelta a Andalucía - 1 etapa de los Cuatro Días de Dunkerque - 1 etapa del Midi Libre - 1 etapa del Tour de Irlanda - Campeonato de Flandes 1992 - Campeonato de Bélgica en Ruta - 2 etapas de la Vuelta a Valencia - 1 etapa de la Vuelta a Andalucía - 1 etapa de la Vuelta a los Valles Mineros - E3-Prijs Harelbeke 1993 - Tour de Flandes - París-Tours - A través de Flandes - 1 etapa de la Vuelta a Suiza - 1 etapa de la París-Niza - 2.º en la Copa del Mundo 1994 - Amstel Gold Race - 1 etapa de la Vuelta a Suiza - 2.º en la Copa del Mundo - Kuurne-Bruselas-Kuurne - Druivenkoers Overijse 1995 - Copa del Mundo - Tour de Flandes - Campeonato de Zúrich - G. P. Eddy Merckx - Cuatro días de Dunkerque, más 1 etapa - 3.º en el Campeonato de Bélgica en Ruta - Trofeo Laigueglia - Campeonato de Flandes - Druivenkoers Overijse - Circuito de las Ardenas Flamencas-Ichtegem | 1996 - Campeonato de Bélgica en Ruta - Copa del Mundo - Campeonato del Mundo en Ruta - París-Roubaix - Flecha Brabançona - Omloop Mandel-Leie-Schelde 1997 - Cuatro días de Dunkerque, más 1 etapa - Tres Días de La Panne - 3 etapas de la Vuelta a Andalucía - 2.º en el Campeonato de Bélgica Contrarreloj - Kuurne-Bruselas-Kuurne 1998 - Tour de Flandes - Flecha Brabançona - E3-Prijs Harelbeke 1999 - A través de Flandes 2000 - París-Roubaix - Het Volk - Flecha Brabançona 2002 - París-Roubaix - HEW Cyclassics - 2.º en la Copa del Mundo 2003 - Het Volk |

## Resultados

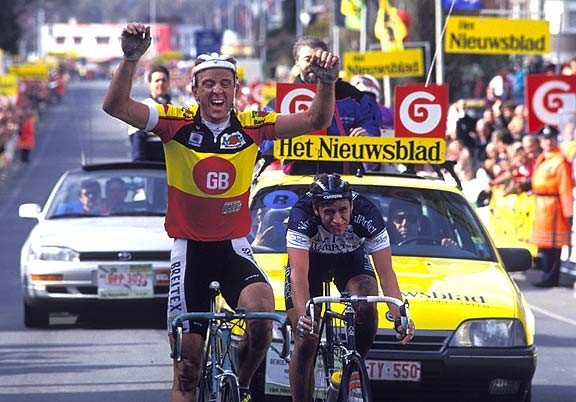
Museeuw celebrando su victoria en el Tour de Flandes de 1993.

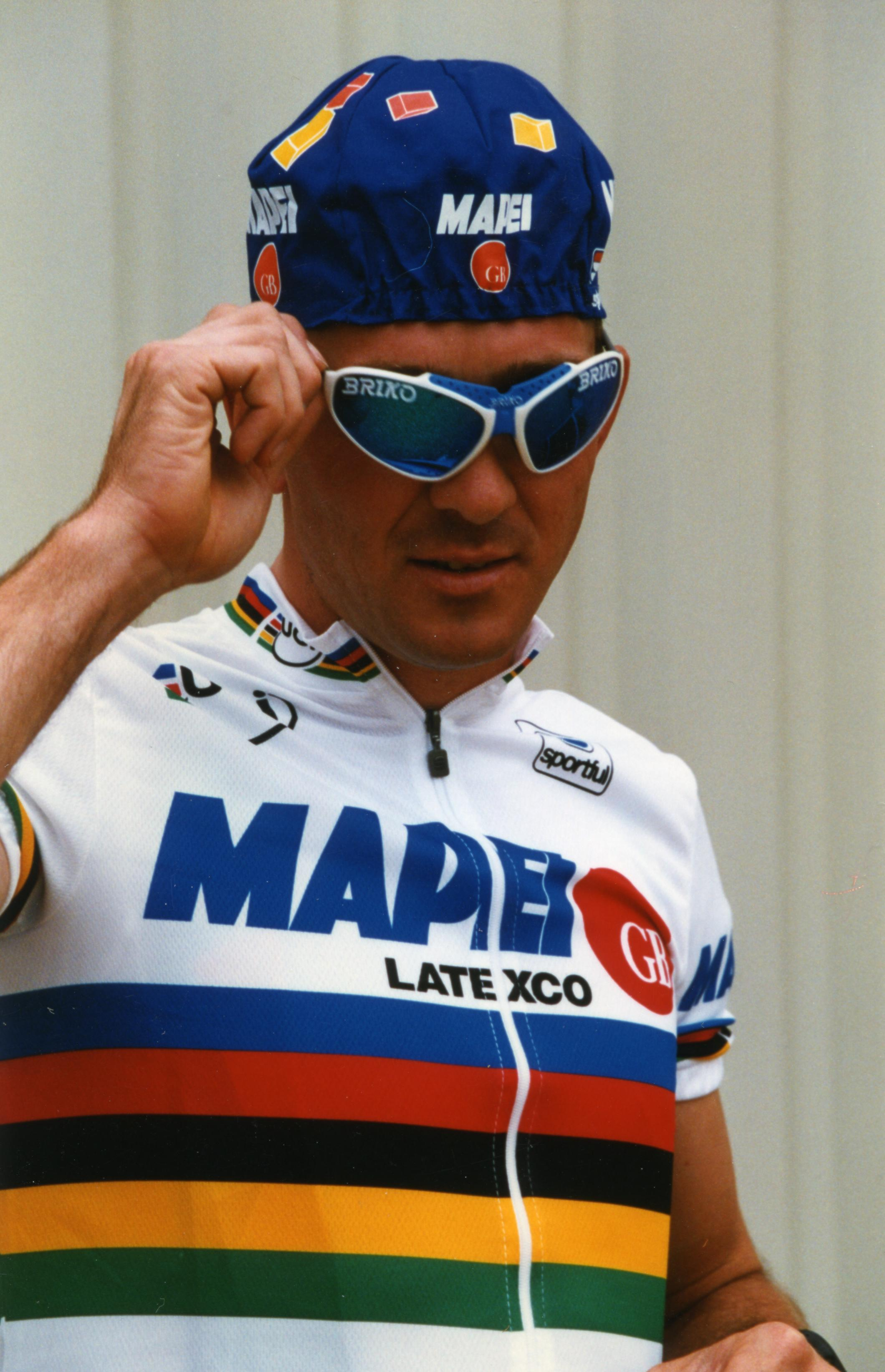
Museeuw con el maillot de campeón del mundo.

Durante su carrera deportiva ha conseguido los siguientes puestos en Grandes Vueltas y carreras de un día:

### Grandes Vueltas
| Carrera | Carrera         | 1988 | 1989  | 1990 | 1991 | 1992 | 1993 | 1994 | 1995 | 1996 | 1997 | 1998 | 1999 | 2000 | 2001 | 2002 | 2003 | 2004 |
| ------- | --------------- | ---- | ----- | ---- | ---- | ---- | ---- | ---- | ---- | ---- | ---- | ---- | ---- | ---- | ---- | ---- | ---- | ---- |
|         | Giro de Italia  | —    | —     | —    | —    | —    | —    | —    | —    | —    | —    | —    | —    | —    | —    | —    | —    | —    |
|         | Tour de Francia | Ab.  | 106.º | 81.º | Ab.  | 73.º | 50.º | 80.º | 73.º | 95.º | Ab.  | —    | —    | —    | Ab.  | —    | —    | —    |
|         | Vuelta a España | —    | —     | —    | —    | —    | —    | —    | —    | —    | —    | —    | —    | —    | —    | —    | —    | —    |

### Clásicas, Campeonatos y JJ. OO.
| Carrera                | Carrera                | 1988 | 1989         | 1990         | 1991         | 1992  | 1993         | 1994         | 1995         | 1996   | 1997         | 1998         | 1999         | 2000  | 2001         | 2002         | 2003         | 2004  |
| ---------------------- | ---------------------- | ---- | ------------ | ------------ | ------------ | ----- | ------------ | ------------ | ------------ | ------ | ------------ | ------------ | ------------ | ----- | ------------ | ------------ | ------------ | ----- |
| Omloop Het Volkd       | Omloop Het Volkd       | —    | —            | 4.º          | 6.º          | 17.º  | 18.º         | 4.º          | 6.º          | 63.º   | 49.º         | 5.º          | 6.º          | 1.º   | Ab.          | 61.º         | 1.º          | —     |
| Kuurne-Bruselas-Kuurne | Kuurne-Bruselas-Kuurne | 22.º | —            | —            | 48.º         | 3.º   | —            | 1.º          | 7.º          | 6.º    | 1.º          | —            | 2.º          | —     | —            | 57.º         | —            | 30.º  |
|                        | Milán-San Remo         | —    | —            | '9.º'        | —            | '3.º' | 32.º         | 12.º         | 12.º         | '8.º'  | 40.º         | 36.º         | Ab.          | 15.º  | 80.º         | —            | —            | —     |
| E3 Harelbeke           | E3 Harelbeke           | 18.º | 15.º         | 11.º         | 35.º         | 1.º   | 20.º         | 4.º          | 28.º         | 6.º    | 60.º         | 1.º          | 39.º         | 76.º  | —            | 3.º          | 50.º         | 39.º  |
| Gante-Wevelgem         | Gante-Wevelgem         | 30.º | —            | '2.º'        | '8.º'        | '7.º' | 20.º         | '3.º'        | —            | 39.º   | '9.º'        | 29.º         | 14.º         | '3.º' | 56.º         | '10.º'       | '7.º'        | 20.º  |
|                        | Tour de Flandes        | —    | 62.º         | —            | '2.º'        | 14.º  | '1.º'        | '2.º'        | '1.º'        | '3.º'  | 13.º         | '1.º'        | '3.º'        | 33.º  | 16.º         | '2.º'        | 38.º         | 15.º  |
| Scheldeprijs           | Scheldeprijs           | 72.º | —            | 3.º          | 4.º          | 2.º   | 34.º         | —            | —            | 11.º   | 2.º          | —            | 60.º         | 72.º  | 39.º         | 80.º         | —            | 77.º  |
|                        | París-Roubaix          | —    | —            | 12.º         | 16.º         | '7.º' | '4.º'        | 13.º         | '3.º'        | '1.º'  | '3.º'        | Ab.          | '9.º'        | '1.º' | '2.º'        | '1.º'        | 33.º         | '5.º' |
| Flecha Brabanzona      | Flecha Brabanzona      | —    | —            | —            | —            | —     | —            | —            | 4.º          | 1.º    | 56.º         | 1.º          | 4.º          | 1.º   | —            | —            | 61.º         | —     |
| Amstel Gold Race       | Amstel Gold Race       | 31.º | —            | '9.º'        | '10.º'       | '2.º' | 13.º         | '1.º'        | '7.º'        | '3.º'  | 53.º         | —            | 12.º         | 40.º  | '5.º'        | 54.º         | 107.º        | —     |
|                        | Lieja-Bastoña-Lieja    | —    | —            | —            | —            | 36.º  | 12.º         | 58.º         | 13.º         | —      | '6.º'        | —            | —            | 90.º  | Ab.          | Ab.          | —            | —     |
| HEW Cyclassics         | HEW Cyclassics         | X    | X            | X            | X            | X     | X            | X            | X            | —      | —            | —            | 4.º          | 26.º  | 29.º         | 1.º          | 75.º         | —     |
| Clásica San Sebastián  | Clásica San Sebastián  | —    | —            | —            | —            | —     | —            | 50.º         | '3.º'        | 17.º   | —            | —            | 135.º        | —     | —            | 154.º        | —            | —     |
| G. P. de Zúrich        | G. P. de Zúrich        | 80.º | —            | —            | 1.º          | 14.º  | 17.º         | 2.º          | 1.º          | 3.º    | —            | —            | 13.º         | —     | —            | Ab.          | —            | —     |
| París-Tours            | París-Tours            | 77.º | '3.º'        | —            | '9.º'        | —     | '1.º'        | 39.º         | 14.º         | 20.º   | —            | —            | 25.º         | —     | 54.º         | 92.º         | 28.º         | —     |
|                        | Giro de Lombardía      | —    | —            | —            | —            | —     | —            | —            | —            | 13.º   | —            | —            | —            | —     | —            | —            | —            | —     |
| JJ. OO. (Ruta)         | JJ. OO. (Ruta)         | —    | No disputado | No disputado | No disputado | —     | No disputado | No disputado | No disputado | '10.º' | No disputado | No disputado | No disputado | —     | No disputado | No disputado | No disputado | —     |
| Mundial en Ruta        | Mundial en Ruta        | Ab.  | —            | Ab.          | 49.º         | —     | '4.º'        | Ab.          | —            | '1.º'  | '8.º'        | —            | 12.º         | —     | 35.º         | 107.º        | —            | —     |
| Bélgica en Ruta        | Bélgica en Ruta        | 80.º | 8.º          | 5.º          | 4.º          | 1.º   | —            | —            | 3.º          | 1.º    | —            | —            | —            | 6.º   | —            | —            | 55.º         | —     |

—: No participa

Ab.: Abandona

X: Ediciones no celebradas

## Premios y reconocimientos
- Bicicleta de Oro (1996)
- Mendrisio de Oro (1996)
- Trofeo al mérito deportivo belga : 1996
- Sprint de oro: 1995, 1996, 2002
- Bicicleta de cristal: 1993, 1995, 1996, 1997, 2002